# Robert Luketic
Robert Luketic est un réalisateur, producteur et scénariste australien né le 1er novembre 1973 à Sydney (Australie).

## Filmographie

### Comme réalisateur
- 1997 : Titsiana Booberini
- 2001 : La Revanche d'une blonde (Legally Blonde)
- 2004 : Rendez-vous avec une star (Win a Date with Tad Hamilton!)
- 2005 : Sa mère ou moi ! (Monster-in-Law)
- 2008 : Las Vegas 21
- 2009 : L'Abominable Vérité (The Ugly Truth)
- 2010 : Kiss and Kill (Killers)
- 2013 : Paranoia
- 2019 : The Wedding Year

### Comme scénariste
- 1997 : Titsiana Booberini